# Рааді
Рааді (ест. Raadi) — село в Естонії, входить до складу волості Вастселійна, повіту Вирумаа.